# Tettigidea
Tettigidea é um género de insecto da família Tetrigidae.
Este género contém as seguintes espécies:
- Tettigidea empedonepia